# Cercle de Basse-Saxe

Carte des cercles impériaux au début du XVIe siècle. Le cercle de Basse-Saxe figure en rouge.

Le cercle de Basse-Saxe (en allemand, Niedersächsischer Reichskreis) est un cercle impérial du Saint-Empire romain germanique.

## Caractéristiques
Le cercle de Basse-Saxe est l'un des six cercles impériaux constitués en 1500, lors de la réforme impériale. Il inclut des territoires situés dans le nord de l'actuelle Allemagne (principalement dans les Länder de Basse-Saxe, Saxe-Anhalt, Brandebourg et Thuringe).
À diverses époques, les rois du Danemark, de la Grande-Bretagne et de la Suède sont également princes de plusieurs des États membres du cercle.

## Membres

### Principautés ecclésiastiques
| Blason | Nom                                       | Notes |
| ------ | ----------------------------------------- | --- |
|        | Archidiocèse de Brême                     | Principauté depuis 1180. Sécularisé en 1648, devient le duché de Brême (à la Suède).                         |
|        | Abbaye de Gandersheim                     | Fondée en 852, reçoit l'immédiateté en 919.                                                                  |
|        | Principauté épiscopale de Halberstadt     | Principauté depuis 1180. Sécularisé en 1648, devient la principauté d'Halberstadt (au Brandebourg).          |
|        | Principauté épiscopale de Hildesheim      | Principauté depuis 1235. Annexé par la Prusse en 1803 à la suite du recès d'Empire.                          |
|        | Diocèse de Lübeck (en)                    | Principauté depuis 1180. Annexé par l'Oldenbourg en 1803 à la suite du recès d'Empire.                       |
|        | Principauté archiépiscopale de Magdebourg | Principauté depuis 1180. Sécularisé en 1680, devient le duché de Magdebourg (au Brandebourg).                |
|        | Diocèse de Ratzebourg (en)                | Principauté depuis 1236. Sécularisé en 1648, devient la principauté de Ratzebourg (au Mecklembourg-Güstrow). |
|        | Principauté épiscopale de Schwerin (de)   | Sécularisé en 1648, devient la principauté de Schwerin (au Mecklembourg-Schwerin).                           |

### Principautés laïques
| Blason | Nom                                   | Notes |
| ------ | ------------------------------------- | --- |
|        | Comté de Blankenburg (de)             | Fondé en 1123. Au Brunswick-Wolfenbüttel en 1731. |
|        | Duché de Brême                        | Fondé en 1648 par sécularisation de l'archevêché de Brême. |
|        | Principauté de Brunswick-Wolfenbüttel | Fondée en 1269. |
|        | Principauté de Calenberg              | Fondée en 1494. Au Lunebourg en 1705. |
|        | Principauté de Grubenhagen            | Fondée en 1291. Au Lunebourg en 1595. |
|        | Principauté d'Halberstadt             | Fondé en 1648 par sécularisation de la principauté épiscopale de Halberstadt (au Brandebourg).                                                                      |
|        | Duché de Holstein-Glückstadt          | Fondé en 1474. |
|        | Duché de Holstein-Gottorp             | Fondé en 1544 par subdivision du Holstein. Au Danemark en 1773. |
|        | Principauté de Lunebourg(-Celle)      | Fondée en 1269. Devient l'électorat de Brunswick-Lunebourg en 1708.                                                                                                 |
|        | Duché de Magdebourg                   | Fondé en 1648 par sécularisation de la principauté archiépiscopale de Magdebourg (au Brandebourg).                                                                  |
|        | Duché de Mecklembourg-Güstrow         | Subdivision du Mecklembourg-Schwerin entre 1520 et 1610, d'une part, et entre 1621 et 1695, d'autre part. Définitivement rattaché au Mecklembourg-Schwerin en 1695. |
|        | Duché de Mecklembourg-Schwerin        | Fondé en 1352. |
|        | Duché de Mecklembourg-Strelitz        | Fondé en 1701. Grand-duché en 1815 |
|        | Comté de Rantzau (de)                 | Fondé en 1650 par partition du Holstein-Gottorp. Au Danemark en 1726.                                                                                               |
|        | Principauté de Ratzebourg             | Fondé en 1648 par sécularisation du diocèse de Ratzebourg (au Mecklembourg-Güstrow).                                                                                |
|        | Comté de Regenstein (en)              | Fondé en 1160. À la principauté épiscopale de Halberstadt en 1599.                                                                                                  |
|        | Duché de Saxe-Lauenbourg              | Fondé en 1296. Au Lunebourg en 1689. |
|        | Principauté de Schwerin               | Fondé en 1648 par sécularisation du diocèse de Schwerin (au Mecklembourg-Schwerin).                                                                                 |

### Villes libres
| Blason | Nom        | Notes        |
| ------ | ---------- | ------------ |
|        | Brême      | Depuis 1186. |
|        | Goslar     | Depuis 1290. |
|        | Hambourg   | Depuis 1189. |
|        | Lübeck     | Depuis 1226. |
|        | Mühlhausen | Depuis 1251. |
|        | Nordhausen | Depuis 1220. |